# 중광제
중광제(베트남어: Trùng Quang Đế / 重光帝, ? ~ 1414년)는 대월 후 쩐 왕조의 제2대 황제(재위: 1409년 ~ 1413년)이다. 성명은 쩐꾸이코앙(베트남어: Trần Quý Khoáng / 陳季擴)이다.

## 생애
쩐 왕조의 종실인 장정왕(莊定王) 쩐응악(陳𩖃)의 아들로, 쩐응악은 쩐 예종의 아들이다.
1407년, 간정제가 명나라에 대항하여 병사를 일으켜 후 쩐 왕조를 세웠고, 쩐꾸이코앙은 시중(侍中)으로 봉해졌다.
1409년, 간정제가 응우옌몽짱(阮夢莊)의 참언을 믿고 대장(大將) 당떳(鄧悉)과 응우옌까인쩐(阮景眞)을 죽였다. 당떳의 아들 당중(鄧容)과 응우옌까인쩐의 아들 응우옌까인지(阮景異)는 부친이 무고하게 살해된 것에 분노하여 군사를 이끌고 타인(淸化)로 가 쩐꾸이코앙을 영접하여 응에안(乂安)으로 갔다. 그해 농력(農曆) 3월 17일(1409년 4월 2일), 쩐꾸이코앙은 찌라현(支羅縣, 현재의 하띤성)에서 황제로 옹립되었고, 연호를 쭝꽝으로 하였다. 연호를 따서 중광제라고 부른다. 응우옌수이(阮帥)를 태부(太傅), 응우옌까인찌를 태보(太保), 당중을 동평장사(同平章事), 응우옌쯔엉(阮章)을 사마(司馬)로 봉하였다.
당시 간정제는 응으티엔성(御天城)에서 명나라군과 대치하고 있었는데, 중광제는 응우옌수이를 보내 응으티엔성을 기습하게 하였고, 간정제를 포로로 잡았다. 간정제의 태후는 레띠엣(黎截), 레응우옌딘(黎元鼎) 등과 함께 캇강(渴江)에서 중광제를 습격하려 도모했으나 중광제에게 발각되어 레띠엣, 레응우옌딘은 살해되었다. 간정제는 응에안으로 압송되었고, 중광제는 그를 태상황으로 높여 계속 함께 명나라군에 대항하였다. 둘은 병사를 나누어 간정제는 하홍(下洪)으로 진군했고, 중광제는 평탄(平灘)에 이르렀다.
그해 하반기 동안 명나라는 장보를 보내 후 쩐 왕조를 토벌하게 하였다. 장보는 호앙강(黃江), 아강(阿江), 다이안해구(大安海口), 푹타인강(福成江)으로부터 수륙병진하여 턴더우해구(神投海口)로 들어갔고, 일제히 파죽지세로 진군해 타인호아에 도착하였다. 간정제는 연주(演州)로 달아났으나 오래지 않아 사로잡혔다. 중광제는 장보와 평탄에서 교전하였으나 또한 패하였고, 당중에게 함자관(鹹子關)을 지키게 한 뒤 응에안으로 철군하였다.
1410년, 중광제는 여러 지역의 베트남인들이 일으킨 병사들과 호응하였지만 다수가 통솔할 수 없이 독자적으로 행동하니 장보의 군사와 맞설 수 없었다. 명나라군은 1413년에 타인호아를 공격해 함락하였고, 중광제와 당중, 응우옌까인지, 응우옌수이, 응우옌비에우(阮表) 등은 차례로 사로잡혔다. 이로써 후 쩐 왕조가 무너졌다. 이듬해 1414년, 중광제는 명나라군에 의해 연경으로 압송되던 도중 물에 몸을 던져 자결하였고, 응우옌수이 또한 그를 따라 투신 자결하였다.

## 가족
중광제의 아내의 성명은 알 수 없고, 《대월사기전서》에는 다만 중광비(重光妃)로 적고 있다. 1409년 3월에 중광제가 칭제하고 5월에 중광비가 사망하였다. 중광제는 그녀를 황후로 책봉하거나 추봉하지 않았다.

## 기년
| 중광제      | 원년            | 2년        | 3년        | 4년        | 5년        |
| ----------- | --------------- | ---------- | ---------- | ---------- | ---------- |
| 서력 (西曆) | 1409년          | 1410년     | 1411년     | 1412년     | 1413년     |
| 간지 (干支) | 기축(己丑)      | 경인(庚寅) | 신묘(辛卯) | 임진(壬辰) | 계사(癸巳) |
| 연호 (年號) | 중광(重光) 원년 | 2년        | 3년        | 4년        | 5년        |

## 참고 문헌
- Hội Bảo tồn Di sản Nôm─《大越史記全書‧本紀全書‧後陳紀》 보관됨 2021-06-07 - 웨이백 머신
- Hội Bảo tồn Di sản Nôm─《大越史記全書‧本紀全書‧屬明紀》
- 《명사·권321》